# Juegos Paralímpicos de Roma 1960
Los Juegos Paralímpicos de verano 1960 se celebraron en Roma, Italia, a continuación de los Juegos Olímpicos. Fueron los primeros Juegos Paralímpicos internacionales, tras la disputa de los Juegos de Stoke Mandeville en 1948 y 1952. La única discapacidad incluida en estos Juegos Paralímpicos fue la lesión de la médula espinal.
Participaron 209 deportistas (sin computar los deportes colectivos), de los cuales 164 fueron varones y 45 mujeres, procedentes de dieciocho países. Argentina fue el único país de habla hispana que participó en los Juegos.

## Deportes
- Atletismo
- Baloncesto en silla de ruedas
- Dartchery
- Esgrima en silla de ruedas
- Natación
- Snooker
- Tenis de mesa
- Tiro con arco

## Países participantes
| - Argentina (ARG) - Australia (AUS) - Austria (AUT) - Alemania Occidental (FRG) - Bélgica (BEL) - Estados Unidos (USA) | - Finlandia (FIN) - Francia (FRA) - Irlanda (IRL) - Israel (ISR) - Italia (ITA) - Malta (MLT) | - Noruega (NOR) - Países Bajos (NED) - Reino Unido (GBR) - Rodesia (RHO) - Suiza (SUI) |

## Medallero
País organizador
| Núm. | País                      | Oro | Plata | Bronce | Total |
| ---- | ------------------------- | --- | ----- | ------ | ----- |
| 1    | Italia (ITA)              | 29  | 28    | 23     | 80    |
| 2    | Reino Unido (GBR)         | 20  | 15    | 20     | 55    |
| 3    | Alemania Occidental (FRG) | 15  | 6     | 9      | 30    |
| 4    | Austria (AUT)             | 11  | 8     | 11     | 30    |
| 5    | Estados Unidos (USA)      | 11  | 7     | 7      | 25    |
| 6    | Noruega (NOR)             | 9   | 3     | 4      | 16    |
| 7    | Australia (AUS)           | 3   | 6     | 1      | 10    |
| 8    | Países Bajos (NED)        | 3   | 6     | 0      | 9     |
| 9    | Francia (FRA)             | 3   | 3     | 1      | 7     |
| 10   | Argentina (ARG)           | 2   | 3     | 1      | 6     |